# Фристайл (гурт)
Фристайл — радянський і український музичний гурт з Полтави, утворений у листопаді 1988 року. Керівник, композитор і продюсер групи — Анатолій Розанов. У перші роки фронтменом гурту був Вадим Козаченко, але в 1992 році він покинув колектив, розпочавши сольну музичну діяльність.

## Історія
Колектив музикантів на чолі з Анатолієм Розановим, який працював як акомпануючий склад Михайла Муромова «Вищий пілотаж», підготував до цього часу кілька власних пісень, випробуваних на концертах і тепло зустрінутих глядачами, і, взявши назву «Фристайл», приступив до запису свого дебютного альбоми.
Альбом записувався в Полтаві, рідному місті більшості музикантів, у зібраній на швидку руку «домашній студії», що розташувалася в репетиційній кімнаті одного з полтавських підприємств, де колись починали в художній самодіяльності свій шлях на естраду майбутні «Фристайлівці». Альбом було вирішено назвати «Получите!» — адже більшість полтавських знайомих скептично поставилися до того, що «хлопці з провінції можуть щось таке створити».
До складу групи увійшли музиканти, близько знайомі ще з 1983 року: Сергій Кузнецов (комп'ютер, клавішні, бек-вокал), Сергій Ганжа (гітара, бек-вокал), Ніна Кірсо (вокал), а також приєдналися до них у процесі роботи з Михайлом Муромовим екс-учасники молдавського ВІА «Оризонт» Володимир Ковальов (гітара, бек-вокал) і Анатолій Кірєєв (вокал), Дмитро Данін (клавішні, композитор) та москвич Олександр Білий (клавішні, аранжування). Пісні складав керівник, він же звукорежисер, Анатолій Розанов, слова пісень написав Сергій Кузнецов.
У процесі створення альбому сталося так, що Анатолій Розанов і Сергій Кузнецов, експериментуючи, написали кілька пісень у дещо іншій стилістиці, ніж та, що підходила для Анатолія Кірєєва, мужнього баритона «а ля Том Джонс», і знадобився тенор. Так в групу влився Вадим Козаченко, теж полтавець, який щойно покинув ансамбль «Фестиваль».
Зведення альбому було здійснено звукорежисером Полтавського обласного радіо Леонідом Сорокіним, відомим роботами з Максимом Дунаєвським і ансамблем «Фестиваль» (фільми «Д'Артаньян та три мушкетери», «Ах, водевіль», «Зелений фургон» та ін.). Але незабаром Олександр Білий повернувся до Москви, а на його місце прийшов ще один полтавець, клавішник, бек-вокаліст Анатолій Столбов. Для того, щоб концертні виступи виглядали більш видовищно, в групу був прийнятий барабанщик Олександр Наливайко (до цього група працювала без барабанщика, з ритм-машиною).
Альбом був переданий для поширення в московську студію звукозапису Андрія Лукінова «Звук». Через пару місяців пісні гурту стали популярними по всій країні, і відомий концертний адміністратор Рафаель Мазітов запросив «Фристайл» на гастролі.
Перший концерт групи відбувся 16 травня 1989 року в Барнаулі. Другий альбом був записаний всього за три тижні в липні 1989 року; у ньому з'явився хіт Анатолія Розанова та Сергія Кузнецова «Я тебе не верю» у виконанні Ніни Кірсо (відеокліп, знятий на цю пісню київським режисером Тетяною Міллер, часто транслювався на різних телеканалах). Але вперше в телеефірі колектив з'явився влітку 1990 року в програмі «50×50» з піснею «Жёлтые розы» (муз. А. Розанов — сл. С. Кузнецов).
Існує думка, що «Фристайл» — це сімейний бізнес-проєкт, що Анатолій Розанов створював групу спеціально для своєї дружини Ніни Кірсо. Уважний аналіз матеріалу перших чотирьох альбомів (1989—1991) показує, що це далеко не так: у першому альбомі пісні були порівну розподілені між усіма трьома солістами. « — Той, хто уважно стежить за нашою творчістю, знає, що на ранніх альбомах я просував не Ніну Кірсо», — говорив Анатолій Розанов.
У 1991 році на екранах з'явився кліп на пісню «Больно мне, больно!», що стала мегахітом. У титрах було написано «Вадим Козаченко і група „Фристайл“» і, як наслідок, незабаром Вадим Козаченко пішов з групи, розпочавши сольну кар'єру.
У 1992 році на вакантне місце вокаліста групи «Фристайл», в результаті конкурсу, був прийнятий співак і гітарист з Кременчука Сергій Дубровін. В середині 1990-х років пісня «Ах, какая женщина!», стала візитною карткою «Фристайлу». З цією піснею група стала Лауреатом телевізійного Фестивалю «Пісня-1996». Але влітку 2001 року Сергій Дубровін, який і виконував соло в ній, пішов з групи, переїхавши у ФРН, щоб зайнятися сольною кар'єрою.
Більше вокалістів «з боку» було вирішено не шукати, і чоловічі пісні групи став виконувати незмінний учасник «Фристайлу» Сергій Кузнецов, як автор більшості текстів цих пісень, представляє, таким чином, їх «авторський» варіант. Він виступає як соліст групи і в нових звукових треках групи.
У 2004 році аранжувальником гурту «Фристайл» став випускник Одеської консерваторії Юрій Савченко, який до цього зарекомендував себе, роблячи аранжування і ремікси для Крістіни Орбакайте, групи «Прем'єр-міністр», Діани Гурцкая, Бориса Моїсеєва та інших відомих виконавців. З 2005 року Юрій Савченко також бере участь у концертних виступах «Фрістайлу» як другий клавішник; крім того з групою іноді виступає барабанщик Юрій Зірка.
У 2005 році група випустила альбом-збірку «Капелька. Любимые песни», в яку увійшло 17 пісень, заспіваних Ніною Кірсо в різні роки, в тому числі три абсолютно нові номери. З цього ж року понад 100 радіостанцій транслюють нові пісні групи «Фристайл»: «Капелька», «А я тебя любила», «Падали снежинки», «Это всё тебе кажется» та ін
Колектив став Лауреатом Міжнародних музичних премій «Золота шарманка» та «Пісні моря», брав участь у великих збірних концертних програмах «Дискотека СРСР», «Дискотека 1980-х», «Дискотека 1990-х», «Міраж — 18 років», «Кумири 1990-х» і «Пісні 1990-х». Крім цього колектив знімався в телевізійних шоу-концертах «Місце зустрічі — ІНТЕР», «Бенефіс Ніколо», «Фольк-м'юзік», «Наша пісня», «Шлягер-парад», «Ян Табачник» і «Честь маю запросити», часто з'являвся в програмах російських, білоруських та українських телеканалів.
Своє 20-річчя група відзначила великим концертним туром містами Росії, Білорусі, Молдови та України, який завершився гала-концертом у київському Палаці спорту (відеоверсія цього заходу з успіхом демонструвалася на багатьох українських телеканалах).
Кілька презентацій нових альбомів-збірників пройшли в Москві та Києві: так, в московському клубі «Адмірал» був представлений ювілейний альбом композитора Анатолія Розанова «Ах, какая женщина», а в Києві в клубі «Арена» група виступила разом з великою кількістю молодих артистів, які по-своєму переспівали багато хітів «Фристайлу».
16 лютого 2012 року в Полтаві відбулося відкриття нової звукозаписної музичної студії «Studio Freestyle» — за відгуками багатьох експертів, першою в Україні студією світового рівня, абсолютно унікального проєкту, створеного «з нуля» відповідно всім загальноприйнятим нормам для споруд такого роду.
1 червня 2018 року солістка групи Ніна Кірсо перенесла важкий інсульт. Якийсь час «Фристайл» працював суто чоловічим складом, було проведено кілька благодійних концертів за участю зірок української естради; всі збори з цих концертів були перераховані на лікування Ніни. За висновком лікарів, Ніна Кірсо вже не могла повернутися до активного життя, і з лютого 2019 року в групі Фрістайл з'явилася нова солістка Ната Недіна. 30 квітня 2020 року Ніна Кірсо померла.
В 2023 році була представлена пісня "Ось яка паняночка"

## Дискографія

### Магнітоальбоми
1. Лютий 1989 — «Получите!»
2. Серпень 1989 — «Получите! — дубль 2»
3. Березень 1990 — «Получите! — дубль 3»
4. Липень 1991 — «Фристайл-4»
5. Травень 1992 — «Получите! — дубль 5»
6. Грудень 1993 — «Измученное сердце»
7. Жовтень 1995 — «Ах, какая женщина»

### Грамплатівки
1. Грудень 1989 («Мелодия») — Учасники пісенного Фестивалю «Алтин-Алма» (окремий номер — пісня «Ключ»)
2. Серпень 1991 — «Получите — раз, два, три!» (Студія Союз)[15]
3. Серпень 1991 — «Четвёртая серия»[16][17]
4. Жовтень 1991 («Мелодия» — «Русский диск») — Найкраще з поп-музики — Лауреати Фестивалю «Форманту-1991» в м. Качканарі (окремий номер — пісня «Бог тебя накажет»)

### Компакт-диски
1. 1994 — «И новое, и лучшее» (2 CD — Бекар Records" — BC-225003-2)
2. 1994 — «Грош цена тебе» (ФРН, агентство Михайла Фрідмана)
3. 1994 — «Измученное сердце» (ФРН, агентство Михайла Фрідмана)
4. 1994 — Фристайл — Made in Germany" (ФРН, агентство Михайла Фрідмана)
5. 1995 — «Прощай навеки, последняя любовь» («Jeff Records»)
6. 1995 — «Жёлтые розы» («Jeff Records»)
7. 1995 — «Белая акация» («Jeff Records»)
8. 1995 — «Больно мне, больно» («Jeff Records»)
9. 1995 — «Ах, какая женщина» («Jeff Records»)
10. 1996 — «Фристайл — любимые песни» — 2 CD («Jeff Records»)
11. 1997 — «Цветёт калина» («Jeff Records»)
12. 1997 — «Кораблик любви» («Jeff Records»)
13. 1997 — «Черёмуха» («Jeff Records»)
14. 2001 — «Звёздный дождь» («STM Records» — «Grand Records»)
15. 2002 — «Фристайл» (серія «Grand Collection» — «Квадро-Диск»)
16. 2005 — «Капелька. Любимые песни»
17. 2009 — «Песни Анатолия Розанова» («МР3-80 треків» — «Квадро-Диск»)
18. 2010 — «Фристайл Плюс — Хиты и Звёзды» («Артур Мьюзік»)
19. 2013 — «Фристайл: Нина Кирсо и Сергей Кузнецов» (Серія «Дві зірки», випуск 15, «КвадроДиск»)
20. 2013 — «Фристайл и Сергей Кузнецов. 50 лучших песен MP3» («КвадроДиск»)
21. 2014 — «Юбилейный 10»
22. 2016 — «Цветёт калина»
23. 2020 — «Люблю тебя очень»
24. 2021 — «Мама, я люблю его»